# Diathrausta harlequinalis
Diathrausta harlequinalis is een vlinder uit de familie van de grasmotten (Crambidae), uit de onderfamilie van de Spilomelinae. De wetenschappelijke naam van deze soort is voor het eerst voorgesteld door Harrison Gray Dyar Jr. in een publicatie uit 1913.

## Verspreiding
De soort komt voor in Canada (Ontario, Quebec), de Verenigde Staten en Mexico.

## Ondersoorten
- Diathrausta harlequinalis harlequinalis Dyar, 1913
- Diathrausta harlequinalis amaura Munroe, 1956
- Diathrausta harlequinalis lauta Munroe, 1956
- Diathrausta harlequinalis montana Haimbach, 1915